# Namansilite
La namansilite è un minerale.